# Avenue Saint-Sacrement
L'avenue Saint-Sacrement est une artère d'orientation nord-sud située à Québec. Elle est nommée côte Saint-Sacrement dans son ascension de la colline de Québec.

## Situation et accès
L'avenue possède une longueur d'environ 1,9 km. Son tracé principalement plat et rectiligne est interrompu uniquement par l'ascension de la colline de Québec, où l'avenue forme la « côte Saint-Sacrement », marquée par une courbe. L'avenue Saint-Sacrement constitue la frontière entre les quartiers de Saint-Sauveur et de Duberger–Les Saules.
L'avenue est un lien important entre la basse et la haute-ville de Québec. Via l'avenue Holland qui constitue son prolongement en haute-ville, elle permet de connecter deux grands boulevards d'orientation est-ouest : le boulevard Wilfrid-Hamel (au nord) et le boulevard Laurier (au sud).

## Origine du nom
Elle est nommée en référence à l'église du Très-Saint-Sacrement de Québec, érigée en 1915 et bordant le côté ouest de la route, en haut du coteau Sainte-Geneviève.

## Historique

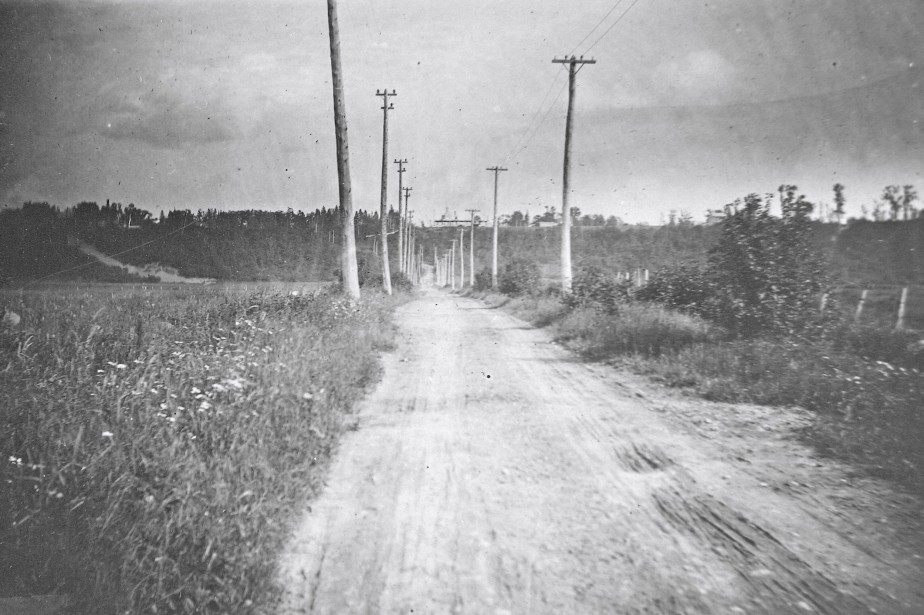
En 1916.

Cette voie de communication est ouverte au milieu du 19e siècle sous le nom de « route Bell » en l'honneur de William et David Bell, propriétaires d'une manufacture s'y trouvant. C'est à l'époque un chemin modeste permettant de relier le chemin de La Petite-Rivière (aujourd'hui le boulevard Père-Lelièvre) au chemin Sainte-Foy. 
Au 20e siècle, les terres agricoles qui la borde sont transformées en parcs industriels : Saint-Malo (à l'est) et Duberger (à l'ouest).
Sa dénomination actuelle entre en vigueur le 9 novembre 1943.
En 1959, une première course de tacot se déroule dans la côte Saint-Sacrement à l'occasion du Carnaval de Québec.
L'intersection de l'avenue Saint-Sacrement et du boulevard Charest est réputée être l'une des plus accidentogènes de la ville. Mis en service en 2017, le radar photographique de cette intersection est le plus lucratif de Québec,.